# International Society for Scientometrics and Informetrics
La International Society for Informetrics and Scientometrics por sus siglas; ISSI, y en español; Sociedad Internacional para Informetría y Cienciometría, es una asociación internacional de académicos y profesionales activos en el estudio interdisciplinario ciencia de la ciencia, comunicación científica y la política científica. Se centra en enfoques cuantitativos para el estudio de la ciencia, incluyendo informetría, cienciometría y webometrics. 
Publica la revista de acceso abierto Quantitative Science Studies y realiza reuniones y congresos sobre comunicación, análisis cuantitativos y estadísticos sobre la ciencia.

## Historia
Fue fundada en septiembre del año 1993, en la Conferencia internacional sobre bibliometría, cienciometría e infometría, en Berlín.
La sociedad fue constituida formalmente en 1994.